# Francisco Amiel
Francisco Andrade Amiel (Lisbona, 20 gennaio 1996) è un cestista portoghese.

## Palmarès
- Coppa di Portogallo: 1

Sporting CP: 2021